# Kozakove, Rozdilna
Kozakove (în ucraineană Козакове) este un sat în comunei Novoborîsivka din raionul Rozdilna, regiunea Odesa, Ucraina.

## Demografie
Componența lingvistică a localității Kozakove
     Ucraineană (87,07%)
     Română (11,21%)
     Rusă (1,72%)
Conform recensământului din 2001, majoritatea populației localității Kozakove era vorbitoare de ucraineană (87,07%), existând în minoritate și vorbitori de română (11,21%) și rusă (1,72%).